# X Division

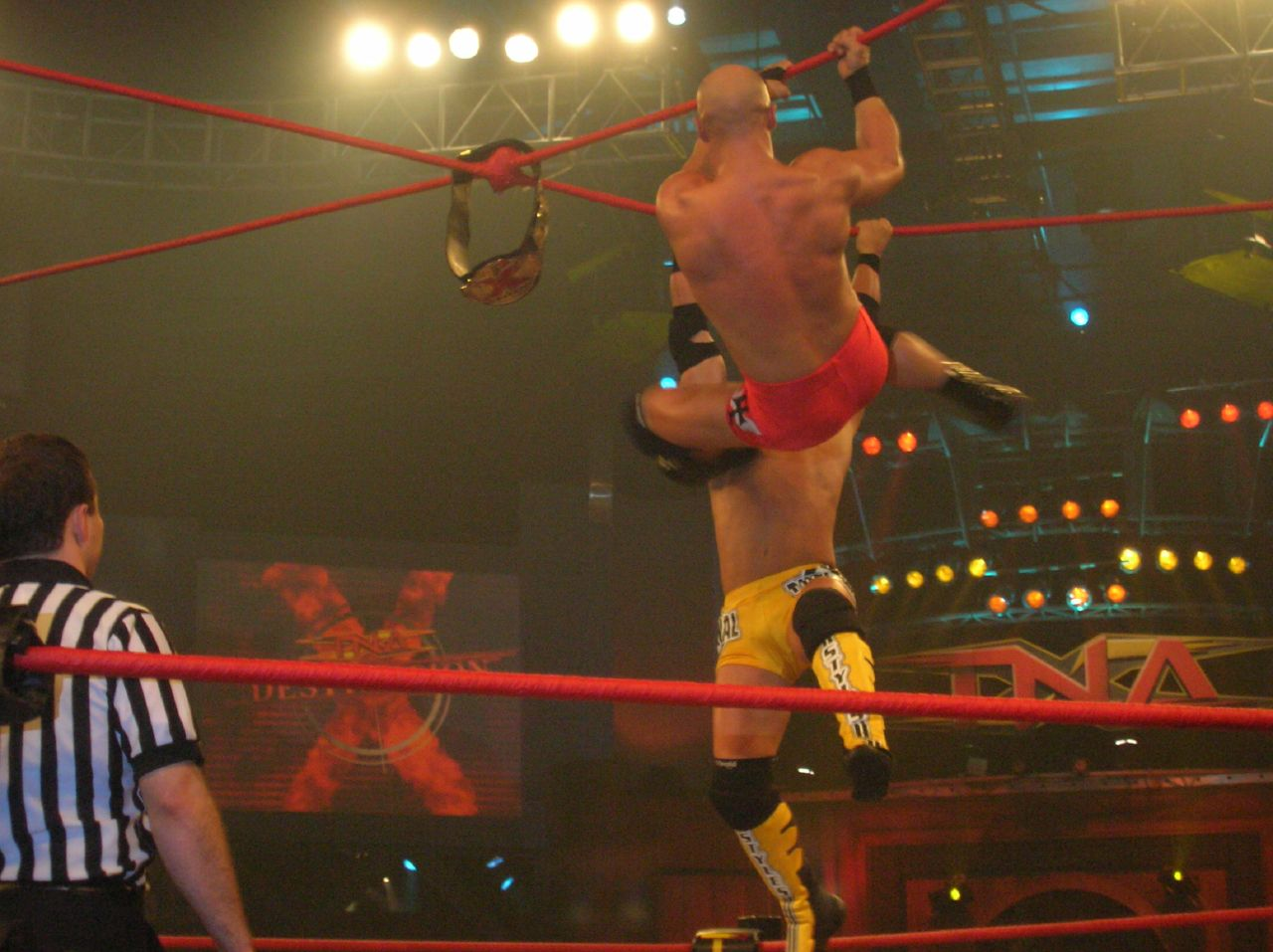
X Division

X Division is een hoogvliegende, risicovolle, snelle stijl van professioneel worstelen die te zien is in Impact Wrestling (voorheen bekend als Total Nonstop Action Wrestling) De slogan is: "It's not about weight limits, it's about no limits!".

## Geschiedenis
De hoogvliegende, risicovolle stijl van worstelen was eind jaren negentig een van de kenmerken geworden in World Championship Wrestling (WCW) en Extreme Championship Wrestling (ECW). In plaats van het feit te benadrukken dat de meeste worstelaars die deze stijl uitvoeren minder dan 100 kg wegen door het een cruiserweight-divisie te noemen, besloot TNA de risicovolle aard van de stuntachtige bewegingen te benadrukken die de worstelaars alleen in TNA uitvoerden, waar geen beperkingen aan hen werden opgelegd. Volgens Bob Ryder in The History of TNA: Year 1 noemden ze de divisie daarom naar de X Games.
Tot 2011 was er geen bovengrens voor het gewicht van de X Division of de titel, hoewel de meeste worstelaars in deze divisie cruiserweights waren, met Sonny Siaki, Samoa Joe, Kurt Angle en Abyss als opmerkelijke uitzonderingen. In 2013, kondigde Eric Bischoff aan dat de X Divsion een gewichtslimiet kreeg van 225 lb (102 kg). Toen Hulk Hogan echter in maart 2012 de nieuwe General Manager werd, was de gewichtslimiet ingetrokken. Zwaardere worstelaars zoals Samoa Joe konden de titel ook winnen.
Op 18 april 2013, aflevering van Impact Wrestling, werd een nieuwe functie geïntroduceerd genaamd de X Cam, die kijkers een first-person blik gaf op elke X Division wedstrijd.
Op 22 augustus 2013, aflevering van Impact Wrestling, werd aangekondigd dat Triple Threat matches werden ingetrokken en dat X Division wedstrijden ook weer onder één-op-één wedstrijden kunnen worden betwist.
Op 20 oktober 2013, bij het evenement Bound for Glory, nam Samoa Joe van 280lb deel aan een Ultimate X match van vijf man voor het X Division Championship. Dit gaf aan dat de gewichtslimiet van 230lb ook werd ingetrokken.